# Пам'ятник Олександрові Пушкіну (Кривий Ріг)
47°54′28″ пн. ш. 33°20′59″ сх. д. / 47.907777777778° пн. ш. 33.349722222222° сх. д.
Пам'ятник Олександрові Пушкіну — колишній пам'ятник радянської доби російському письменнику Олександру Пушкіну, що існував у 1987—2024 рр. у місті Кривий Ріг. Демонтований 15 листопада 2024 року в рамках деколонізації після початку широкомасштабного вторгнення Росії в Україну.

## Історія
Урочисте відкриття відбулося 7 листопада 1987 р. до 150-річчя смерті Пушкіна. Відлитий в ливарному цеху комбінату «Криворіжсталь» бригадою формувальників-ливарників під керівництвом Миколи Петровича Рєпнікова. Автори: скульптор О. В. Васякін, архітектори Ю. П. Сич і С. В. Теплоухов. Пам'ятник був виготовлений скульптором у 1983 році. Планувалось встановити у 1984 р. до 185-річчя з дня народження О. С. Пушкіна. Скульптурне зображення перебувало на території двору одного з комунальних господарств міста, де його знайшов криворізький художник Г. Д. Дубцов.
Демонтований 15 листопада 2024 року в рамках деколонізації після початку широкомасштабного вторгнення Росії в Україну. Фактично це було зроблено у відповідь на обстріл російською армією міста 11 листопада 2024 року, в результаті якого загинуло четверо людей: мати та троє її дітей.

## Опис
Пам'ятник знаходився у сквері по вулиці Гірничих інженерів у Центрально-Міському районі.
Пам'ятник складався зі скульптурного зображення зрілого чоловіка з коротким волоссям та бакенбардами, у святковому вбранні: сорочка, фрак, краватка, штани, чоботи та плащ, що звисає з правого боку. Письменник сидить у стилізованому кріслі, правої рукою спирається на спинку крісла, тримаючи квітку троянди, бутоном до низу; ліва рука, зігнута у лікті, лежить тильною стороною долоні на правому стегні.
Подіум мав вигляд прямокутного блоку. Скульптура та подіум були виконані з чавуну, пофарбовані у чорній колір. Розміри скульптури: висота 1,90 м, розміри подіуму: висота 0,25 м, ширина 1,40 м, довжина 1,90 м. Постамент мав вигляд прямокутного блоку, виготовленого зі шліфованого пофарбованого граніту, зі зворотного боку необроблений, розміри: висота 1,50 м, сторони по 1,60 м. У верхній частині (0,25 м від верхньої грані) контррельєфний напис російською мовою великими літерами (висота літер 0,30 м): «А.ПУШКИН». Напис виконано золотистим кольором.
Навколо постаменту був квітник у вигляді перевернутої літери «П», огороджений бордюром.